# Зарічанська сільська рада (Житомирський район)
Зарічанська сільська рада (до 1946 року — Псищанська сільська рада) — колишня адміністративно-територіальна одиниця та орган місцевого самоврядування у Левківському, Троянівському, Коростишівському, Житомирському районах і Житомирській міській раді Волинської округи, Київської й Житомирської областей Української РСР та України з адміністративним центром у с. Зарічани.

## Населені пункти
Сільській раді були підпорядковані населені пункти:
- с. Зарічани

## Населення
Кількість населення ради, станом на 1923 рік, становила 1 029 осіб, кількість дворів — 200.
Відповідно до результатів перепису населення СРСР, кількість населення ради, станом на 12 січня 1989 року, становила 2 268 осіб.
Станом на 5 грудня 2001 року, відповідно до перепису населення України, кількість мешканців сільської ради становила 2 216 осіб.

## Склад ради
Рада складалася з 16 депутатів та голови.

## Керівний склад сільської ради
| ПІБ                            | Основні відомості                                                                             | Дата обрання | Дата звільнення |
| ------------------------------ | --------------------------------------------------------------------------------------------- | ------------ | --------------- |
| Іваницький Микола Анатолійович | Сільський голова, 1951 року народження, освіта, член Всеукраїнського об'єднання «Батьківщина» | 26.03.2006   | 31.10.2010      |
| Ткачук Володимир Михайлович    | Сільський голова, 1960 року народження, освіта середня спеціальна, безпартійний               | 31.10.2010   |                 |

Примітка: таблиця складена за даними джерела

## Історія
Створена 1923 року, з назвою Псищанська сільська рада, в с. Псища Левківської волості Житомирського повіту Волинської губернії. З 1929 року в підпорядкуванні ради числиться хутір Бровар. На 1 жовтня 1941 року значиться х. Гуйва; х. Бровар не перебуває на обліку населених пунктів. У 1944 році х. Гуйва повернутий до складу Сінгурівської сільської ради Житомирського району.
7 червня 1946 року, відповідно до указу Президії Верховної ради Української РСР «Про збереження історичних найменувань та уточнення і впорядкування існуючих назв сільрад і населених пунктів Житомирської області», сільську раду перейменовано на Зарічанську через перейменування її адміністративного центру на с. Зарічани.
Станом на 1 вересня 1946 року та 1 січня 1972 року сільська рада входила до складу Житомирського району Житомирської області, на обліку в раді перебувало с. Зарічани.
11 серпня 1954 року, внаслідок виконання указу Президії Верховної ради УРСР «Про укрупнення сільських рад по Житомирській області», до складу ради приєднано с. Тетерівка та хутори Вила Перші і Тетерівський (згодом — с. Тетерівське) ліквідованої Тетерівської сільської ради. Станом на 1 березня 1961 року х. Вила Перші не значився на обліку населених пунктів. 10 березня 1966 року, відповідно до рішення Житомирського облвиконкому № 126 «Про утворення сільських рад та зміни в адміністративному підпорядкуванні деяких населених пунктів області», села Тетерівка та Тетерівське увійшли до складу відновленої Тетерівської сільської ради Житомирського району.
Ліквідована 30 грудня 2016 року через об'єднання до складу Станишівської сільської територіальної громади Житомирського району Житомирської області.
Входила до складу Левківського (7.03.1923 р.), Троянівського (28.09.1925 р.), Житомирського (14.05.1939 р., 4.01.1965 р.), Коростишівського (30.12.1962 р.) районів та Житомирської міської ради (15.09.1930 р.).